# SMS A 17
A 17 – niemiecki torpedowiec z okresu I wojny światowej. Siedemnasta jednostka typu A 1. Okręt wyposażony w jeden kocioł parowy opalany węglem i trójcylindrową maszynę parową. Zapas paliwa 24,5 tony. Zbudowany w innej stoczni kadłub  okrętu wyposażono w stoczni AG Vulcan. Torpedowiec brał udział w patrolach wzdłuż wybrzeża Flandrii i na kanale La Manche. Okręt zezłomowano w 1920 roku.